# 卷茎蓼
卷茎蓼（学名：Fallopia convolvulus）为蓼科何首乌属下的一个种。

## 扩展阅读
維基物種上的相關：卷茎蓼